# عرب عابدي (قرية الخير)
عرب عابدي (بالفارسية: عرب عابدی) هي قرية تقع في إيران في البلدة المركزية. يقدر عدد سكانها بـ 1767 نسمة بحسب إحصاء 2016.